# Charles-Édouard de Beaumont

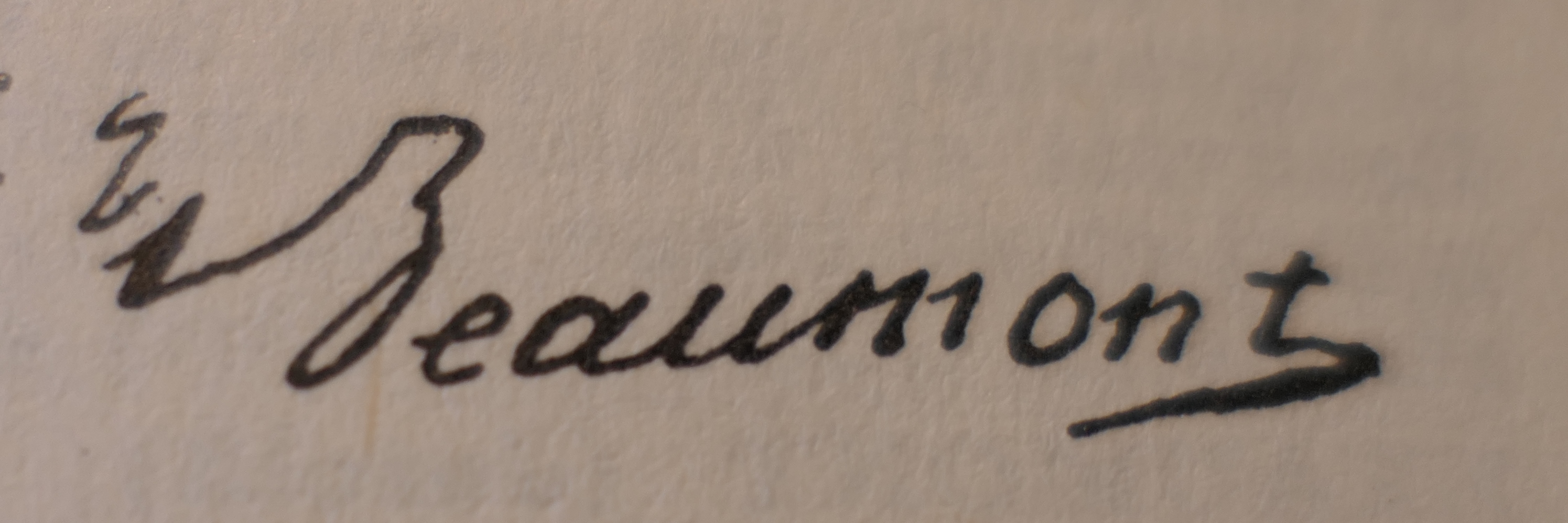
Firma di Édouard de Beaumont

Charles-Édouard de Beaumont (Parigi, 6 agosto 1819 – Parigi, 13 gennaio 1888) è stato un pittore e litografo francese.

## Biografia

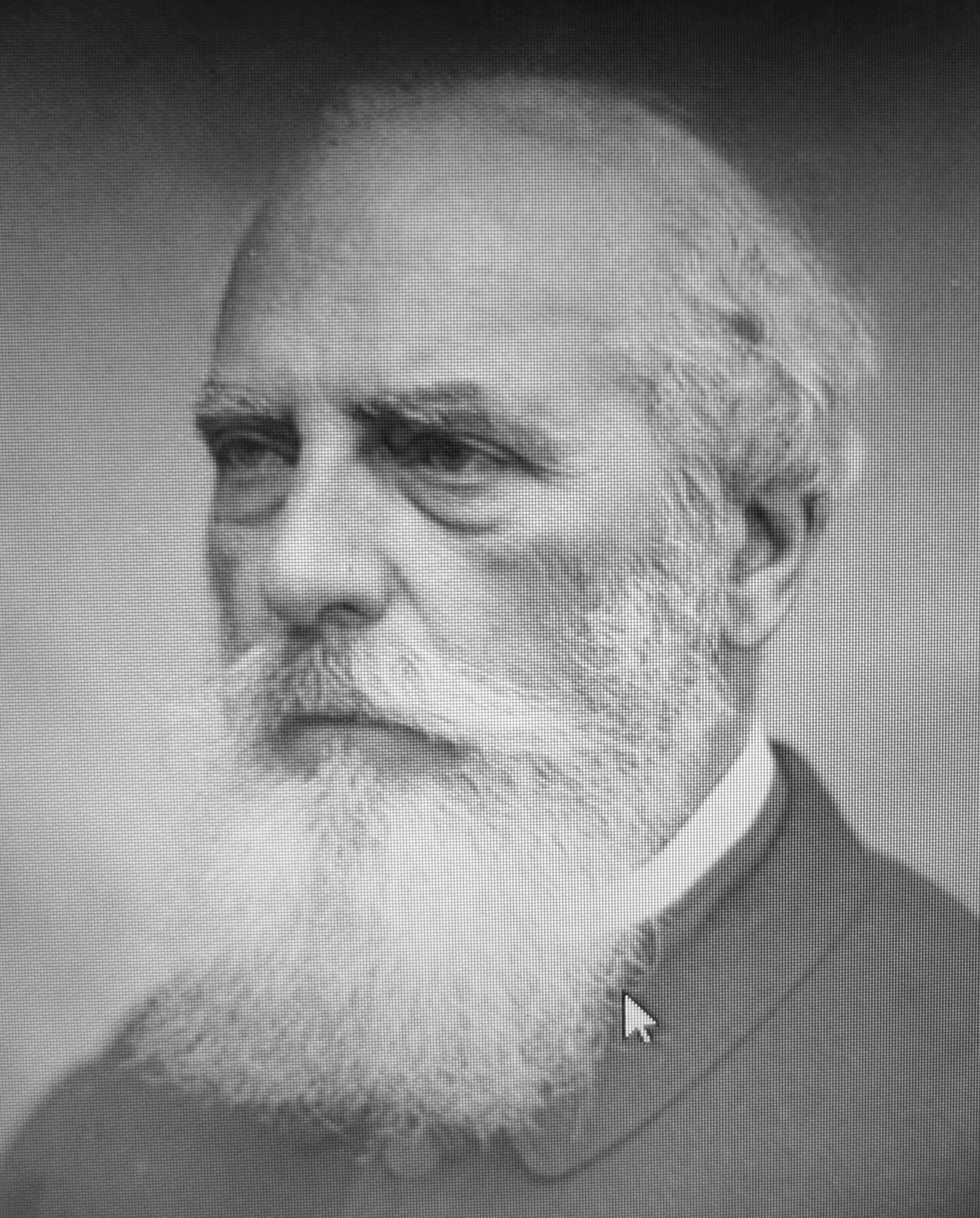
Foto di Édouard de Beaumont.

Édouard de Beaumont, nato Jean-François-Édouard de Baumont, venuto alla luce a Parigi il 6 agosto 1819, era figlio dello scultore Jean Marie Bonaventure Baumont e di Jeanne Louise Françoise Fromentin. Venne mandato da suo padre come allievo presso il pittore Antoine-Félix Boisselier dove apprende il disegno e l'acquerello e dove si dedica anche alla scultura realizzando alcune piccole statue, ma presto abbandonerà quest'ultima branca dell'arte.
Col nome di Édouard de Beaumont debutta come paesaggista al Salon di Parigi del 1838, e partecipa anche a quelli dei due anni seguenti, poi parte per visitare l'Italia e qui si trattiene fino al 1847. Al suo ritorno si dedica invece alla pittura di genere, spesso permeata da una vena caricaturale ed umoristica evidente persino nella intitolazione di molte sue opere. Riprese ad esporre pressoché regolarmente ai Salons tra il 1853 e il 1872.
Inizialmente questo Artista dovette la sua notorietà al suo talento di illustratore, acquarellista e litografo. Realizzò tutte le illustrazioni della Revue Pittoresque, del Diable amoureux, delle Nains Célèbres e dell'edizione del 1845 del Notre-Dame de Paris di Victor Hugo, edita da Parrotin, e molte altre. In questa veste di litografo gli si potrebbe rimproverare di essersi troppo spesso ispirato a Gavarni. Invece, come acquarellista, de Beaumont ebbe uno stile più personale e fu lui a tracciare la strada a un buon numero di valenti artisti.

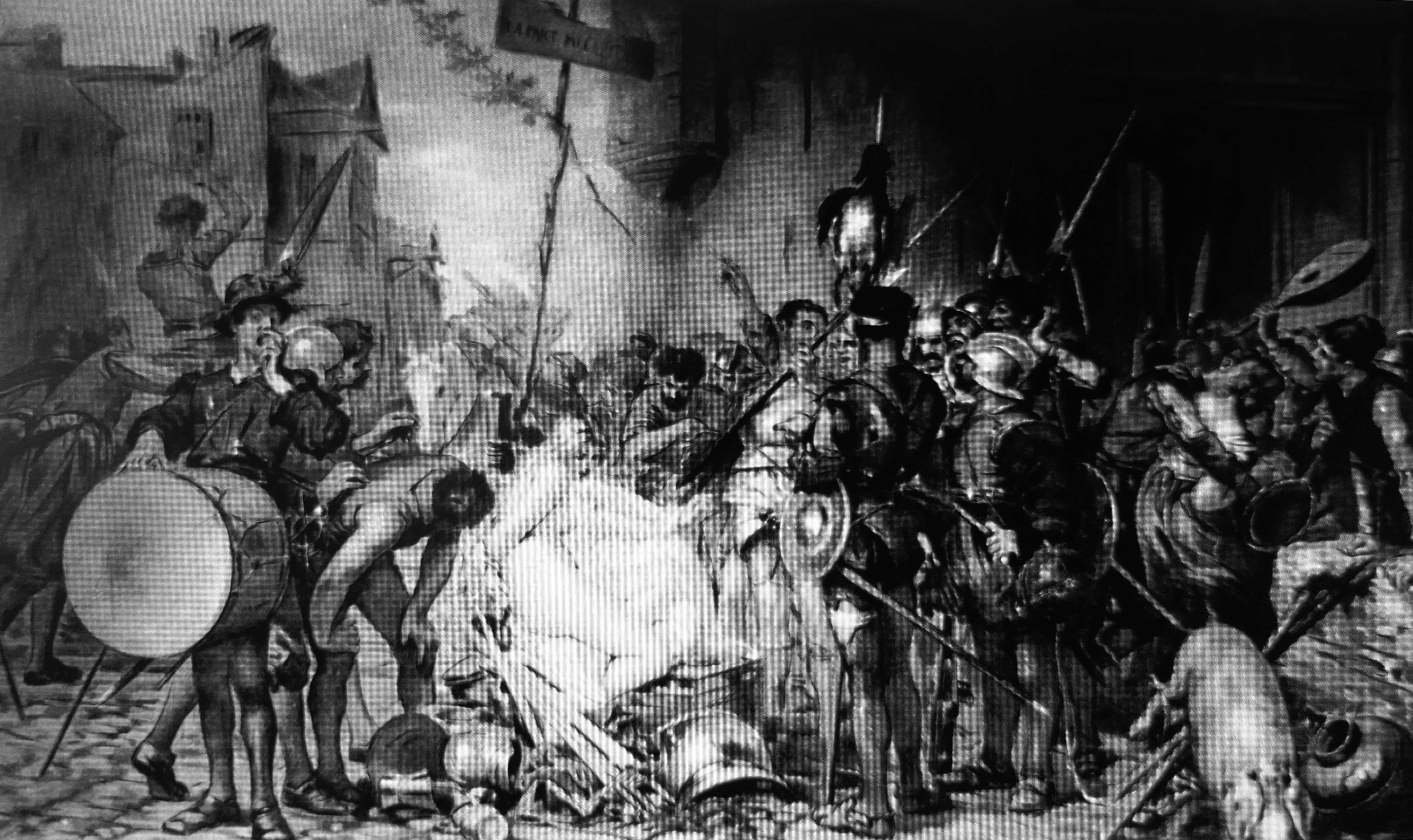
La part du Capitaine, 1868.

Al contrario, come pittore arrivò alla notorietà piuttosto tardi, dopo aver dipinto La part du Capitaine nel 1868, e soprattutto quando al Salon del 1872 espose Suite d'une Armée, altro titolo ironico, dato che rappresentava la vendita di un gruppo di schiave: questo dipinto ebbe un grande successo di pubblico e con differenti intitolazioni venne copiato da altri artisti contemporanei e anche riprodotto a stampa.
Nel 1879 Édouard de Beaumont fonda con Jean-George Vibert la Società degli Acquarellisti Francesi e ne diviene presidente.
Fu anche un notevole collezionista di armi antiche e alla sua scomparsa lasciò la sua cospicua raccolta al Museo Cluny di Parigi. 

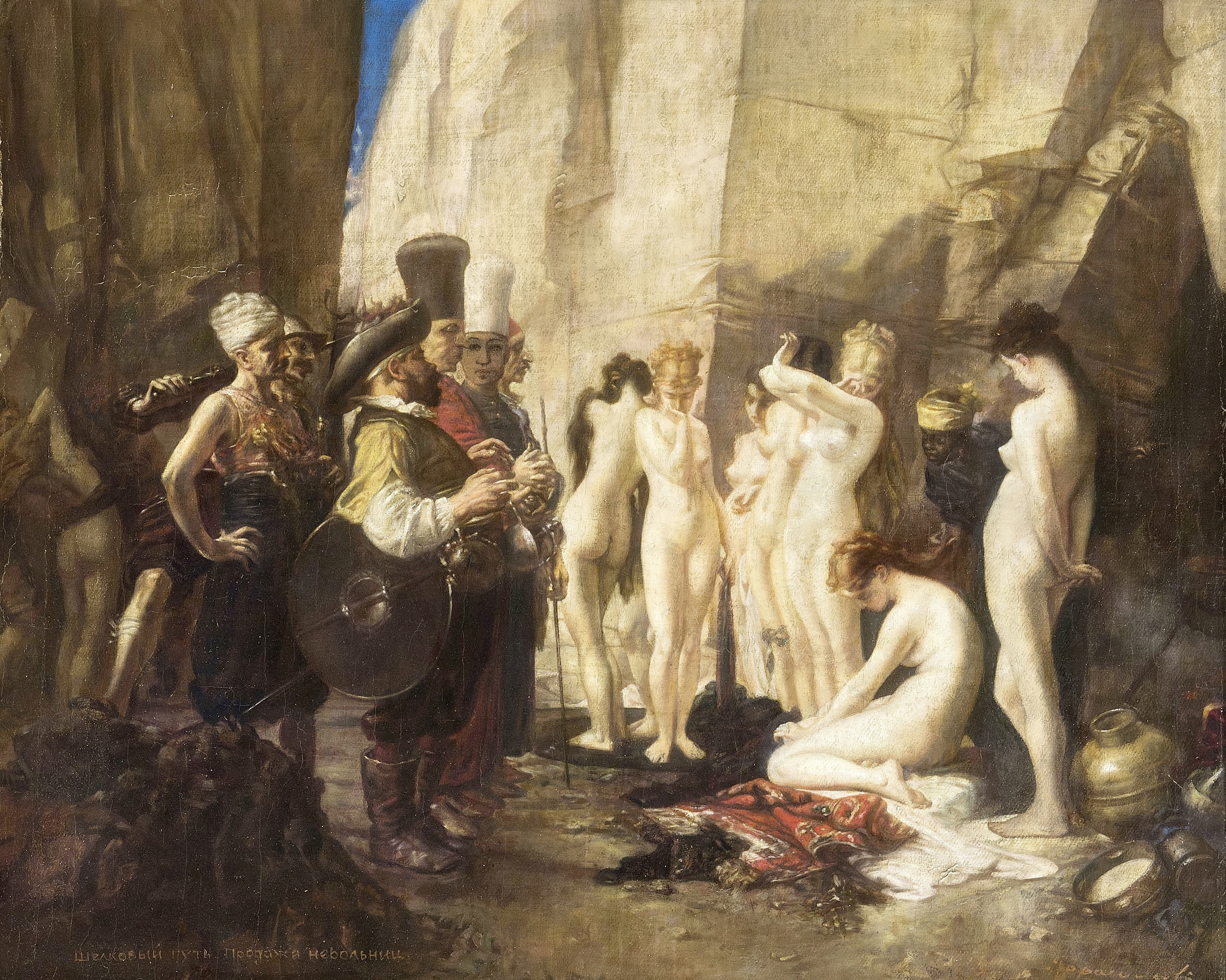
Suite d'une Armée, 1872. Copia.

Édouard de Beaumont si spense a Parigi il 13 gennaio 1888 e ora riposa nel 10º reparto del Cimitero Antico di Neuilly-sur-Seine.

## Salons
- 1838 : Veduta di Cernay; Veduta dei dintorni di Senlis.
- 1840 : Veduta dei dintorni di Cernay; Veduta della valle di Chevreuse.
- 1853 : Bohemiéns.
- 1855 : Le insidie della vita; Un pò di bel tempo.
- 1864 : Le donne cacciano la Verità.
- 1866 : Andromeda.
- 1867 : Circe.
- 1868 : La parte del Capitano (La part du Capitaine); Leda.
- 1872 : Il seguito di un'Armata (Suite d'une Armée).